# Resource Description and Access

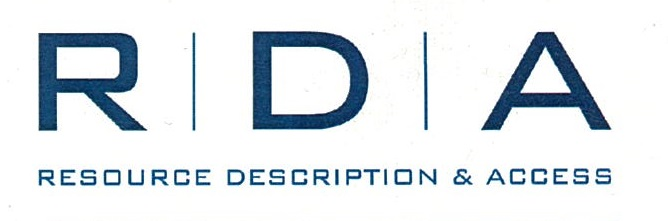

Resource, Description and Access (RDA), traducido al castellano como Recursos, Descripción y Acceso, es un estándar de catalogación que proporciona directrices sobre la formulación de registros bibliográficos, y que se emplea principalmente en los países anglosajones.
Está destinado a usarse en bibliotecas, aunque también puede emplearse en organizaciones culturales afines, como archivos, centros de documentación y museos. RDA es la sucesora de las Reglas Anglo-Americanas de Catalogación, Segunda Edición (AACR2), el estándar vigente para las bibliotecas anglosajonas desde 1978.
RDA fue publicada originalmente en junio de 2010.

## Historia
RDA surge de la Conferencia Internacional sobre Principios y Desarrollo Futuro de las AACR celebrada en Toronto en 1997, donde se manifestó que era necesaria una revisión sustancial de las AACR2, creando una nueva norma, en lugar de realizar los cambios para obtener las AACR3.
RDA se publicó conjuntamente para la American Library Association (ALA), la Canadian Library Association (CLA) y el Chartered Institute of Library and Information Professionals (CILIP) de Reino Unido.
La Biblioteca del Congreso anunció en marzo de 2012 que aplicaría plenamente RDA a finales de marzo de 2013. La Library and Archives Canada aplica plenamente la norma desde septiembre de 2013. Otras bibliotecas nacionales, incluyendo la Biblioteca Británica, la Biblioteca Nacional de Australia y la Biblioteca Nacional de Alemania, también plantean implementar RDA en 2013.

## Características
La diferencia principal entre RDA y AACR es la estructura. RDA se organiza sobre la base de los Requisitos Funcionales de los Registros Bibliográficos (FRBR). Estos principios deberían hacer posible que un catálogo de biblioteca sea completamente comprensible por el usuario y establezca una jerarquía de relaciones entre los datos bibliográficos. Las descripciones producidas utilizando las instrucciones de RDA están destinadas a ser compatibles con cualquier esquema de codificación, incluyendo los entornos de datos utilizados por los registros ya existentes creados con las reglas AACR2.

## Organización general de RDA

### RDA Toolkit
RDA está diseñado para ser usado en línea a través del portal RDA Toolkit, accesible por suscripción desde 2010. RDA Toolkit puede consultarse navegando por la tabla de contenido o realizando una consulta en su motor de búsqueda. RDA Toolkit también gestiona flujos de trabajo y perfiles de aplicación que permiten a una institución o una comunidad de catalogadores seleccionar su manera de catalogar. También produce estadísticas de consulta periódica. La tabla de materias de RDA, así como un conjunto de ejemplos de registros catalogados de acuerdo con la RDA son de libre acceso en RDA Toolkit. Existe una versión impresa de la norma, y se actualiza regularmente. RDA está diseñado principalmente para bibliotecas, pero puede aplicarse a otras comunidades cercanas, como archivos, centros de documentación o museos, y abrir el camino para el intercambio de datos.

### Vocabularios RDA
RDA aparece también como un repositorio de datos de la web, y cada elemento o valor asociado a un elemento está vinculado a un identificador permanente, lo que permite la expresión en datos RDF creados con RDA. Los vocabularios de RDA (elementos y valores) se publicaron en el Open Metadata Registry en agosto de 2011.
La creación y publicación de vocabularios controlados de RDA permite a los diseñadores de aplicaciones acceder a los datos abiertos enlazados. Alan Danskin, Presidente del Joint Steering Committee for Development of RDA (JSC) en 2011, señaló: "Los vocabularios RDA son un componente fundamental de RDA, el fomento de una descripción coherente y el descubrimiento de los recursos bibliográficos. El JSC se ha comprometido a publicar y mantener el contenido de los vocabularios RDA, sincronizado con el texto de RDA, con el fin de apoyar su uso por los desarrolladores de aplicaciones de Web Semántica”.

## Recursos de aprendizaje
Algunos autores señalan que Internet ha facilitado el intercambio de materiales de aprendizaje e información de RDA con otras instituciones. Sin embargo, este intercambio tiene su complejidad por cuestiones de derechos de autor.
Algunos catalogadores profesionales (sobre todo Adam Schiff y Robert Maxwell) e instituciones (como la Universidad de Chicago, la Universidad Estatal de Carolina del Norte y la Biblioteca del Congreso) han producido materiales de capacitación en línea que se han utilizado ampliamente en la comunidad catalogadora.

## Adopción de RDA

### Oposición
En Estados Unidos, la comunidad catalogadora expresó sus reservas sobre el nuevo estándar por la crisis económica en la que se encontraba.
El bibliotecario Michael Gorman, uno de los autores de la AACR2, expresó su oposición alegando que RDA está mal redactada y mal organizada, y que abandona innecesariamente las prácticas de catalogación establecidas. En cambio, otros consideraron que RDA está demasiado arraigada en las prácticas del pasado y por lo tanto no era una visión de futuro. En respuesta a estas preocupaciones, las tres bibliotecas nacionales de Estados Unidos (Biblioteca del Congreso, Biblioteca Nacional de Medicina y Biblioteca Nacional de Agricultura) organizaron una prueba a nivel nacional de la nueva norma.

### Resultados de la prueba de RDA en Estados Unidos
El 13 de junio de 2011, la Biblioteca del Congreso, la Biblioteca Nacional de Medicina y la Biblioteca Nacional de Agricultura dieron a conocer los resultados de sus pruebas. Las pruebas concluyeron que RDA cumplía con la mayoría de los objetivos propuestos por el JSC. El JSC declaró que era necesario un buen programa de implementación de RDA, y recomendaba que estas tres bibliotecas nacionales la adopten a pesar de las mejoras que quedaban pendientes. La fecha más temprana posible para la aplicación fue enero de 2013, cuando el consenso del análisis de los datos de las pruebas mostró que si bien existían beneficios para implementar RDA, estos beneficios no serían posibles sin cambiar las prácticas de catalogación actuales, incluyendo el desarrollo de un sucesor del formato MARC.
Muchas otras instituciones participaron en la prueba de RDA. Algunas de estas instituciones documentaron sus hallazgos en un número especial de Cataloging & Classification Quarterly.

### Acogida internacional
RDA fue desarrollada para ser una norma internacional, en consonancia con la Declaración de Principios Internacionales de Catalogación publicadas por la IFLA en 2009. Además, RDA está en sintonía con las normas internacionales de presentación y codificación establecidas. La aparición del European RDA Interest Group (EURIG) y la inclusión de la Deutsche Nationalbibliothek como miembro del JSC manifestaron su interés en RDA más allá de la comunidad bibliotecaria de habla inglesa.

### RDA en España
Mientras que RDA está presente en las principales bibliotecas del mundo, sobre todo del ámbito anglosajón, la situación en España es diferente.  
RDA empezó a utilizarse en bibliotecas españolas en la Universidad de las Islas Baleares, en 2015. En 2016, después de dos años de trabajos preparatorios y de publicar la traducción de RDA al catalán, empezó a utilizarse como único estándar de catalogación para todo tipo de materiales en la Biblioteca de Catalunya y las bibliotecas de las universidades catalanas.

#### RDA en la Biblioteca Nacional de España
Desde la publicación del primer borrador en 2008, la Biblioteca Nacional de España (BNE) ha seguido de cerca la evolución de RDA, estudiando en todo momento las ventajas, inconvenientes e implicaciones del nuevo estándar, así como sus diferencias con las normas utilizadas actualmente en la BNE.
La BNE se propuso el año 2014 como fecha para la toma de una decisión acerca de la implementación de RDA. Apoyándose en los estudios y actividades llevados a cabo durante seis años de trabajo, en diciembre de 2014 la BNE publicó una nota que, lejos de poner fin a ese proceso, significaba un punto y seguido en la búsqueda de una convergencia entre las prácticas catalográficas españolas y RDA. La BNE, consciente de que su decisión condicionaría la de gran parte de las bibliotecas españolas, optó por seguir trabajando para encontrar el mejor acomodo de RDA en el ámbito bibliotecario nacional.
En noviembre de 2016, la Biblioteca Nacional de España anunció que comenzaría a crear registros acordes a RDA a partir del 1 de enero de 2019, de acuerdo a un cronograma por el cual, en esta primera etapa, afectaría solamente a los registros relativos a monografías modernas, incorporándose el resto de los materiales en los años siguientes.

#### RDA en otras bibliotecas españolas
La implementación de RDA en el resto de España es un proceso que se encuentra aún en una fase preliminar, como se desprende de las conclusiones obtenidas tras la encuesta realizada por la Biblioteca Nacional de España en mayo de 2014 y en la Jornada de RDA que la BNE celebró con otras instituciones en abril de 2015.
En el informe de la encuesta sobre RDA realizado por la BNE durante mayo y junio de 2014, se reveló que sólo un 3% de las bibliotecas nacionales tenían previsto implementar RDA, un 14% había decidido no implementarlo y un 83% se mostró indeciso.